# Johnathon Schaech
Johnathon Schaech (ur. 10 września 1969 w Edgewood) – amerykański aktor, scenarzysta, reżyser i producent filmowy, model i tancerz. 

## Życiorys

### Wczesne lata
Urodził się w Edgewood w Maryland jako syn Joanne Schaech (ur. 1943), producentki telemarketingu, i oficera Joego Schaecha (ur. 1939), emerytowanego prawnika. Jego matka była pochodzenia włoskiego, a ojciec miał korzenie niemieckie, francuskie i angielskie. Ma starszą siostrę Renée (ur. 1967). Wychowywał się w wierze rzymskokatolickiej. W latach 1987–1989 studiował ekonomię na University of Maryland, College Park, w stanie Maryland. Osiedlił się potem w Los Angeles, gdzie dorabiał jako model. W 1989 przyłączył się do grupy tanecznej Chippendale’s. Szkolił się pod okiem trenera aktorstwa Roya Londona.

### Kariera

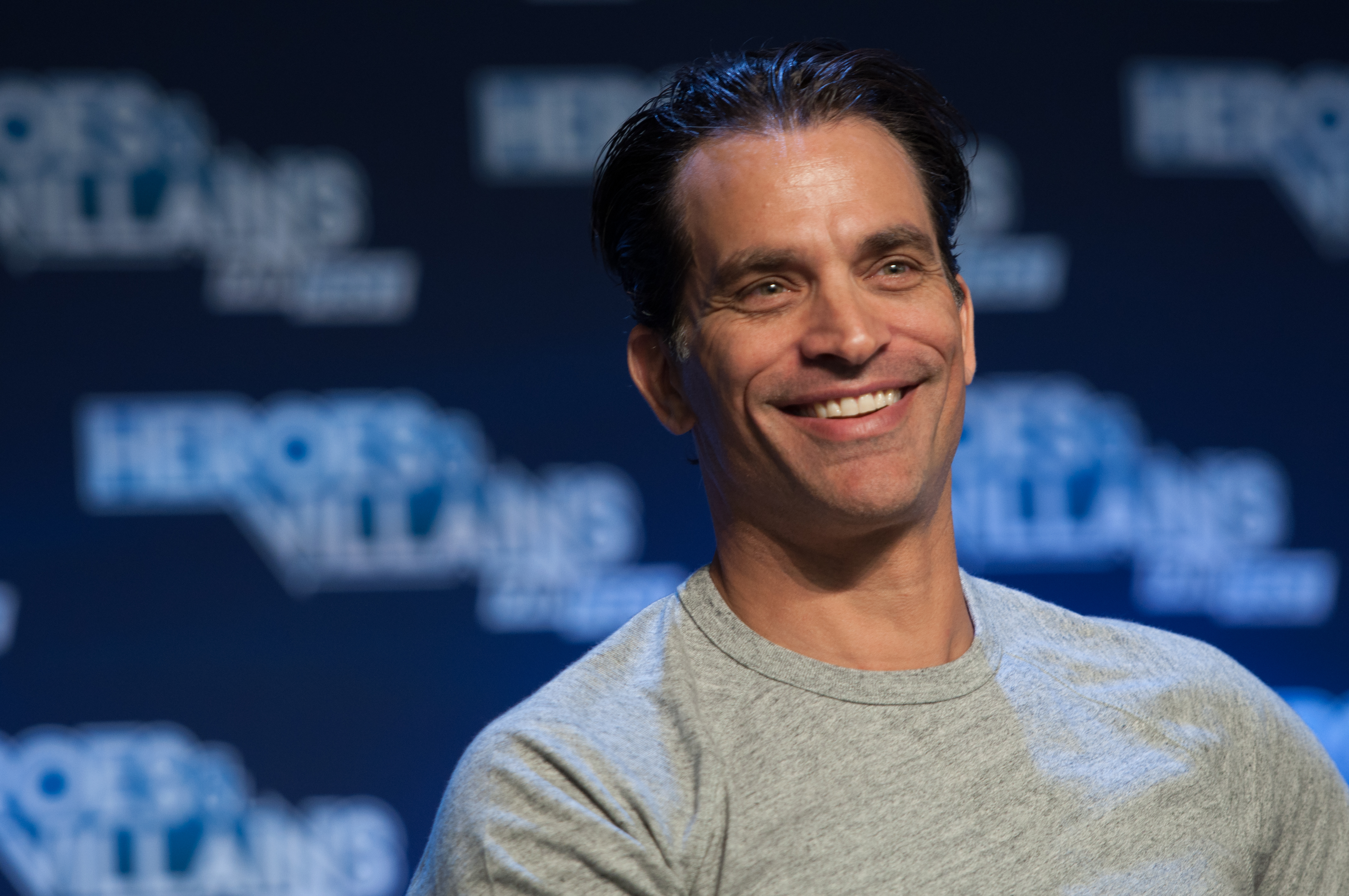
Johnathon Schaech (2016)

Jego kariera aktorska na małym i dużym ekranie rozpoczęła się w 1993, kiedy pojawił się w telewizyjnej komedii przygodowej Zwariowana rodzinka Webberów (The Webbers) z Davidem Arquette i Jennifer Tilly oraz włoskim dramacie kinowym Franco Zeffirellego Rozterki serca (Storia di una capinera) jako ambitny, inteligentny i pełen młodzieńczej werwy wrażliwy student prawa, w którym zakochana jest główna bohaterka.
Zwrócił na siebie uwagę rolą uwodzicielskiego Leona, poznanego na basenie przez Finn (Winona Ryder), lokalnego Romea w melodramacie Skrawki życia (How to Make an American Quilt, 1995). W kontrowersyjnym dramacie Doom Generation – Stracone pokolenie (The Doom Generation, 1995) zagrał sugestywną postać seksualnego psychopatycznego próżnego włóczęgi. Po zagraniu roli lidera pop-rockowego zespołu The Wonders w komediodramacie muzycznym Szaleństwa młodości (That Thing You Do!, 1996), będącym debiutem reżyserskim Toma Hanksa, w 1996 był jedną z najbardziej obiecujących czołowych postaci prezentowanych na okładce „Vanity Fair”.
W czarnej komedii Stephana Elliotta Witajcie w krainie Woop Woop (Welcome to Woop Woop, 1997) został obsadzony w roli oszusta-artysty Teddy’ego, który wiążąc swe plany osobiste z autostopowiczką, zostaje uwięziony w odległym australijskim miasteczku. Był synem zaborczej i zazdrosnej Jessica Lange i mężem Gwyneth Paltrow w dreszczowcu Zaborcza miłość (Hush, 1998). Wcielił się w postać legendarnego iluzjonisty Harry’ego Houdiniego w biograficznym melodramacie telewizyjnym TNT Houdini (1998). Zebrał pozytywne recenzje za rolę wdowca, który włóczy się wraz z bezdomnym, który podaje się za Elvisa Presleya w dramacie Mój idol/Komnata tajemnic (Finding Graceland, 1998). W komedii o dorastaniu pokolenia X pt. Splendor (1999) wystąpił w roli subtelnego Abla, poety i krytyka muzycznego.
W 2001 odebrał dwie nagrody na Nowojorskim Międzynarodowym Niezależnym Festiwalu Filmowym i Wideo; za drugoplanową rolę Douglassa Briggsa w dramacie Piętno nowego świata (Woundings, 1998) oraz jako autor oryginalnego dramatu Comforters, Miserable (2001), którym debiutował także po drugiej stronie kamery jako reżyser.
Pojawił się w roli agenta FBI w teledysku Jay-Z i Beyoncé Knowles pt. „Bonnie & Clyde” (2002). Po odrzuceniu kreacji Jezusa Chrystusa w filmie Pasja (2004) Mela Gibsona, przyjął rolę Judasza Iskarioty w biblijnym dramacie telewizyjnym ABC pt. Judasz i Jezus (Judas, 2004). Jako szalony kowboj Jesse w dreszczowcu Mummy an' the Armadillo (2004) zdobył nagrodę na festiwalu filmowym w Breckenridge w Kolorado w kategorii najlepsza obsada zespołowa z Lori Heuring i Bradem Renfro. Następnie zagrał główne role w dwóch sequelach: 8 milimetrów II (8MM 2, 2005) jako początkujący polityk, wkraczający do podziemnego świata klubów ze stiptizem, peep show i nielegalnej pornografii na żywo w Internecie i Wykidajło 2 (Road House 2: Last Call, 2006) w roli agenta wydziału antynarkotykowego.
Razem z Richardem Chizmarem założył firmę produkcyjną Chesapeake Films, która zrealizowała już adaptacje książek Stephena Kinga Buick 8 (From a Buick 8, 2006) i Czarny dom (Black House, 2008), a także takie filmy jak The Hour Before Dark (2006), Klub pokerowy (The Poker Club, 2006) i Wykidajło 2 (Road House 2: Last Call, 2006). Jako Beauxregard „Beaux” Dupuis, starszy brat niepełnosprawnego intelektualnie Pemona w dramacie Little Chenier (2006) wraz z obsadą otrzymał nagrodę Miedzianego Skrzydła w kategorii najlepsza gra zespołowa. Za rolę Richarda Fentona, byłego nauczyciela biologii, który ma obsesję na punkcie uczennicy pierwszej klasy liceum (Brittany Snow) w slasherze Bal maturalny (Prom Night, 2008) był nominowany do MTV Movie Award w kategorii najlepszy czarny charakter.

## Życie prywatne
W latach 90. związany był z Ellen DeGeneres.
Od stycznia 1998 spotykał się z aktorką Christiną Applegate, którą poślubił 20 października 2001 w Palm Springs w Kalifornii. 5 grudnia 2005 doszło do separacji, a 10 sierpnia 2007 rozwiedli się.
W grudniu 2009, Schaech związał się z piosenkarką i aktorką Janą Kramer, z którą się spotykał od 2008, po wspólnym występie w Balu maturalnym. Pobrali się 4 lipca 2010 w Michigan, ale ogłosili separację miesiąc później. Ich rozwód został sfinalizowany 8 czerwca 2011.
24 lipca 2013 w Ocean City w stanie Maryland zawarł związek małżeński po raz trzeci z publicystką książek Julie Solomon. Mają syna Camdena Quinna (ur. 12 września 2013) i córkę Lillian Josephine (ur. 18 lipca 2020).
W artykule w magazynie „People” z 11 stycznia 2018 Schaech wyznał, że reżyser Franco Zeffirelli dokonał na nim napaści seksualnej podczas kręcenia Rozterek serca (Storia di una capinera, 1993). Schaech napisał, że napaść wpłynęła na jego pewność siebie i spowodowała traumę, która doprowadziła do jego uzależnienia od seksu, narkotyków i alkoholu.

## Filmografia

### Obsada

#### Filmy
- 1993: Rozterki serca (Storia di una capinera) jako Nino
- 1995: Skrawki życia (How to Make an American Quilt) jako Leon
- 1995: Trujący bluszcz II (Poison Ivy II) jako Gredin
- 1995: Doom Generation – Stracone pokolenie (Doom Generation) jako Xavier Red
- 1996: Szaleństwa młodości (That Thing You Do!) jako James 'Jimmy' Mattingly II
- 1996: Zniewolenie (Invasion of Privacy) jako Josh Taylor
- 1998: Woundings jako Douglass Briggs
- 1998: Mój idol (Finding Graceland) jako Byron Gruman
- 1998: Zaborcza miłość (Hush) jako Jackson Baring
- 1997: Witajcie w krainie Woop Woop (Welcome to Woop Woop) jako Teddy
- 1999: A życie kołem się toczy (Time of Your Life) jako John Maguire
- 1999: Splendor jako Abel
- 2000: Po seksie (After Sex) jako Matt
- 2000: Mroczne zakamarki (The Giving Tree) jako James
- 2000: Jak zabić psa sąsiada? (How to Kill Your Neighbor's Dog) jako Adam
- 2000: Bądź sobą (If You Only Knew) jako Parker
- 2001: Sol Goode jako Happy
- 2001: Straceni (The Forsaken) jako Kit
- 2002: Ostrożnie z dziewczynami (The Sweetest Thing) jako Facet w skórzanej kurtce
- 2003: Mummy an' the Armadillo jako Jesse
- 2005: 8 milimetrów 2 (8mm 2) jako David
- 2005: Morze marzeń (Sea of Dreams) jako Marcelo
- 2006: Little Chenier jako Beauxregard „Beaux” Dupuis
- 2006: Wykidajło 2 (Road House 2: Last Call) jako Shane Tanner
- 2008: Klub pokerowy (The Poker Club) jako Aaron
- 2008: Bal maturalny jako Richard Fenton
- 2010: Chętni na kasę (Takers) jako Scott
- 2010: 5 dni wojny (5 Days of War) jako kpt. Rezo Avaliani, młody oficer Georgian
- 2013: Phantom jako Pavlov
- 2014: Książę (Prince) jako Frank
- 2015: Vice jako Chris
- 2014: Legenda Herkulesa (The Legend of Hercules) jako Tarek

#### Filmy TV
- 1993: Zwariowana rodzinka (The Webbers) jako Giampaolo
- 1998: Houdini jako Harry Houdini
- 1999: Ostatni świadek (Caracara/The Last Witness) jako David J. McMillan
- 2002: Chore pragnienia (They Shoot Divas, Don't They?) jako Trevor
- 2002: Krwawa zbrodnia (Blood Crime) jako Daniel Pruitt
- 2004: Judasz (Judas) jako Judasz Iskariota
- 2005: The Commuters jako Ray
- 2005: Pamiętnik pisany miłością (Suzanne's Diary for Nicholas) jako Matt Harrison
- 2007: Nora Roberts: Ciemna strona księżyca (Angels Fall) jako Brody

#### Seriale TV
- 1994: Przygoda na Dzikim Zachodzie (The Adventures of Brisco County Jr.) jako Bednarz z Nevady
- 1994: Agencja modelek (Models Inc.) jako Frank Thompson
- 1995: Upadłe anioły (Fallen Angels) jako Garth Cary
- 1999: Partnerzy (Partners) jako Michael Spivak
- 1999–2000: A życie kołem się toczy (Time of Your Life) jako John Maguire
- 2001: Po tamtej stronie (The Outer Limits) jako Andy Pace
- 2003: Bogaci bankruci (Arrested Development) jako Goldstone
- 2006: Mistrzowie horroru (Masters of Horror) jako Mike Franks
- 2009: Dowody zbrodni (Cold Case) – odc. „Nowożeńcy” (Libertyville) jako Julian Bellows
- 2011: CSI: Kryminalne zagadki Miami (CSI: Miami) jako Joseph Crumbaugh
- 2013: Ray Donovan jako Sean Walker
- 2013: Lista klientów (The Client List) jako Greg Carlisle
- 2014: Przeznaczeni (Star-Crossed) jako Castor
- 2015: Jeździec bez głowy (Sleepy Hollow) jako Solomon Kent
- 2015: Texas Rising jako Pułkownik Sydney Sherman
- 2015: Quantico jako Michael Parrish
- 2016−2018: DC’s Legends of Tomorrow jako Jonah Hex
- 2016: Zaprzysiężeni jako detektyw Jimmy Mosley
- 2018: Chicago PD jako detektyw  Scott Hart

### Scenariusz
- 2001: Comforters, Miserable
- 2002: Bohaterowie (Heroes)
- 2006: Mistrzowie horroru (Masters of Horror)
- 2006: Wykidajło 2 (Road House 2: Last Call)
- 2006: Klub pokerowy (The Poker Club)
- 2006: The Hour Before Dark
- 2007: From a Buick 8

### Reżyseria
- 2001: Comforters, Miserable
- 2002: Bohaterowie (Heroes, także producent)